# Francesco Capuano di Manfredonia
Francesco Capuano di Manfredonia, né au cours du XVe siècle et mort vers 1490, est un astronome italien originaire de Manfredonia. Il est également connu sous l'appellation de Johannes Baptista Capuanus si Pontinus. 

## Biographie
Francesco Capuano a été professeur d'astronomie à l'université de Padoue à l'époque de la République de Venise, puis devint plus tard évêque. 
Il a écrit un commentaire sur l'ouvrage scientifique de l'astronome et mathématicien Joannes de Sacrobosco professeur à la Sorbonne à Paris, ce commentaire sera réédité plusieurs fois au cours du siècle suivant (XVIe siècle).
Au XVIIe siècle, l'astronome italien, Giovanni Battista Riccioli, a proposé le nom de son compatriote pour un cratère lunaire, mais en 1935, l'Union astronomique internationale a donné le nom de Ramsden à ce cratère. Cependant la même année, l'UAI a redonné le nom de Capuanus à un cratère voisin.